# Венијамин Казански
Митрополит Венијамин (рођ. Василиј Павлович Казански; 17. (29. април) 1873, Нименско подворје, Каргопољски округ, Олонечка губернија — 13. август 1922, Петроград) — епископ Руске православне цркве; митрополит петроградски и гдовски.
Стрељан по пресуди Петроградског револуционарног суда 13. августа 1922. године. Канонизован за светитеља 1992.

## Образовање
Рођен у породици свештеника Олонечке епархије Павла Јоановича Казанског (1840—1903).
Завршио Каргопољску богословску школу. Као најбољи дипломац Олоњечке богословије 1893. године, упућен је на студије у Петроградску духовну академију, коју је дипломирао са звањем кандидата богословије (за дело „Преосвећени Аркадије, арх. Олонца, као активиста против раскола”) 1897. године.

## Монаштво и учење
На 3. години академије, 14. (26. октобра) 1895. године замонашен је и рукоположен у јерођакона, а 1896. године – у јеромонаха.
Од 1897 - наставник Светог писма у Ришкој богословији.
Од 1898. - инспектор Кхолмске богословије.
Од 1899. године – инспектор Петроградске богословије. 1900. цензор часописа Цхристиан'с Рест.
Од 1902. - ректор Самарске богословије у чину архимандрита.
Од 1905. - ректор Петроградске богословије. Од 1908. члан епархијског мисионарског савета.
Одликован орденом Свете Ане II (1904) и I (1914) степена, Светог Владимира IV степена (1907).

## Викарни епископ
24. јануара (6. фебруара) 1910. године посвећен је за епископа гдовског, викара петербуршке епархије. Обред освећења је началствовао митрополит петербуршки и ладогски Антоније (Вадковски). До 22. новембра (5. децембра) 1911. био је 4. викар, до 30. маја (12. јуна) 1913. – 3., од 20. марта 1914. – 1. викар престоничке епархије.
Одликован је 6 (19) маја 1911. Орденом Светог Владимира III степена.
14. (27.) маја 1916. године одликован је Орденом Светог Владимира II степена „За одличну и вредну службу и труд учињен у војним операцијама“.
Још као студент активно је учествовао у активностима „Друштва за пропаганду верског и моралног васпитања у духу православне цркве“, организујући разговоре међу радницима. Свештенство је доживљавао као дужност пастирског труда и апостолске проповеди.
Често је служио у црквама у најудаљенијим и најсиромашнијим предграђем престонице: иза предстража Невскаја и Нарвскаја, на Окхти. Био је председник савета епархијског братства Пресвете Богородице; на овом положају био је задужен за све парохијске школе епархије.
Предводио је годишње походе хиљада присталица трезвења у Александро-Невску лавру, Тројице-Сергијеву испосницу и Колпино. Поставио је темељ служењу литургија за ђаке у разним парохијама у петербуршким црквама, сам је причешћивао децу, говорио поуке. Био је познат као „неуморни епископ“.

## Петроградски епископ
Њему је 2 (15.) марта 1917. поверено управљање престоничком епархијом, као првом намеснику епархије, „привремено, до посебне наредбе“. Званично одобрен за привременог управника 6. марта, након пензионисања митрополита петроградског Питирима (Окнова).
24. маја (6. јуна) 1917. слободним гласањем свештенства и лаика епархије изабран је за Петроградског епископа (добио је 976 изборних гласова од 1561), што је постало један од првих случајева избора г. епископ на црквеном трона од свештенства и лаика у Русији; 25. маја (7. јуна) исте године, Резолуцијом Светог синода број 3300, одобрен је од Архиепископа петроградског и ладогског.
Од 17 (30) јуна 1917. - Архиепископ петроградски и гдовски (промена титуле одлуком Светог синода). 13. августа 1917. године уздигнут је у чин митрополита.
Члан Сверуског помесног савета по службеној дужности, учествовао на 1. седници, председник Судске комисије при Епископској конференцији и Комисије за фотографисање и описивање штете Кремљу.
Сабор је 24. јануара (6. фебруара) 1918. године, узимајући у обзир молбу петроградске делегације која је посебно пристигла дан раније, овластио састанак свештенства и представника парохија епархије да обавести највишу цркву. власти о покушајима заузимања Александро-Невске лавре, донео је резолуцију „о враћању Александро-Невске лавре Петроградском митрополиту са додељивањем звања њеног свештеног архимандрита“ (пре тога је настојатељ манастира био епископ Прокопије ( Титов)).

## Патријарх Тихон и митрополит Венијамин
Као владајући епископ, уживао је ауторитет међу верницима и несебично се залагао за заштиту њихових верских права. Допринео је стварању православних братстава и развоју духовног просвећења. Одмах по затварању Богословије у Петрограду 1918. године основана је Богословска и пастирска школа. Убрзо је митрополит организовао Петроградски богословски институт (донирао му је 600 хиљада рубаља), који је отворен 16. априла 1920. године. У граду су деловали бројни теолошки и евангелистички курсеви. Имао је репутацију аполитичног црквеног вође.
Године 1919. привремено је управљао Олонечком епархијом, због чињенице да ју је локални епископ Јоаникиј (Дјачков) напустио без дозволе. Октобра 1919. посетио је Петрозаводск и одржао састанак са локалним свештенством са циљем активног пастирског рада у условима одвојености Цркве од државе.
Сверуски централни извршни комитет је 23. фебруара 1922. године донео декрет о одузимању црквених драгоцености за потребе гладних. Митрополит Венијамин је од самог почетка изразио жељу да се постигне компромис са властима по овом питању. Успео је да се сагласи да приликом одузимања драгоцености присуствују представници свештенства, а предмети од посебног значаја за вернике да се замене металом исте тежине. Међутим, власти су намерно користиле питање црквених вредности како би покренуле моћну антицрквену кампању. Дакле, договор који је постигао Митрополит није поштован, а у једном броју цркава изазивани су сукоби између верника и државних службеника.

## Суђење
Под овим условима, митрополит се обратио свештенству и пастви и дозволио „заједници и верницима да приложе за потребе гладних... чак и одежде са светих икона, али не дирајући светиње храма, које укључују светиње и олтаре и шта је на њима (свети] сасуди, скиније, крстови, јеванђеља, посуде са светим моштима и посебно поштоване иконе). Штавише, позвао је вернике да чак и у случају конфискације светиња не дозволе испољавање „насиља у овом или оном облику“. Он је навео да су „оштри изрази, раздраженост и љути повици против појединаца или националности неприкладни ни у храму ни близу њега“. Он је позвао пастире и стадо на смирење: „Одржавајте добро хришћанско расположење у тешком искушењу кроз које пролазимо. Немојте давати никакав разлог да се кап било какве људске крви пролије у близини храма у коме се приноси Бескрвна Жртва. Престани да бринеш. Смири се. Предај се вољи Божијој“.
Приликом формирања у мају 1922. године, након уклањања патријарха Тихона из управе Цркве, који је био изведен пред грађански суд, обновљена Висока црквена управа (ВЦУ), подржана од власти, одбила је да призна њен легитимитет. У поруци пастви од 28. маја, он је навео да није добио никакву поруку од патријарха о његовој абдикацији и формирању ВЦУ, те стога име патријарха треба и даље да се узноси у свим црквама.

### Хапшење, суђење, стрељање
1. јуна 1922. године ухапшен је под оптужбом да је ометао заплену црквених драгоцености и смештен у истражни затвор. Уствари, непосредан повод за хапшење био је принципијелан став који је заузео митрополит према „обновитељима“.
Осим њега, у случај је укључено још 86 особа. Суђење се одвијало од 10. јуна до 5. јула 1922. године у некадашњој згради Племићке скупштине. Он се током суђења понашао храбро, није признао кривицу, а последњу реч посветио је углавном доказима о невиности осталих оптужених. Судије нису послушале аргументе одбране да је управо митрополитов поступак спречио крвопролиће.
Петроградски револуционарни суд осудио је десет оптужених (укључујући и митрополита) на смрт, од којих је шесторици смртна казна замењена затвором. Венијамин је стрељан заједно са архимандритом Сергијем (Шеином), адвокатом Иваном Ковшаровом и професором Јуријем Новицким. Тачна локација погубљења није позната. Према једној верзији, то се догодило на станици Порокховје на Ириновској прузи, а пре погубљења сви су били обријани и обучени у крпе тако да се свештенство није могло препознати. Међутим, секретар петербуршке комисије за канонизацију Лидија Соколова је 2013. године написала да „не знамо не само датум погубљења митрополита Венијамина, већ ни место његовог погубљења“. Руководилац Центра „Враћена имена” при Руској националној библиотеци, састављач „Лењинградског мартирологија” Анатолиј Разумов је 2017. године сугерисао да је митрополит Венијамин стрељан у Москви.
Павел Миљуков у свом делу „Енциклопедија руске православне културе“ наводи 6. јул као датум погубљења митрополита.
Комисија за канонизацију Санктпетербуршке епархије дешифровала је протоколе саслушања епископа током судских саслушања 12, 13, 14. и 17. јуна 1922. године. Дешифровање је извршено на основу материјала истражног случаја П-89305 Архива регионалног одељења ФСБ-а. Изложени материјали налазе се у виртуелној изложбеној сали Саборне цркве кнеза Владимира у Санкт Петербургу у одељку „Књижевно наслеђе“.

## Канонизација
Архијерејски Сабор Руске Православне Цркве је 1992. године канонизовао митрополита Венијамина. У знак сећања на њега подигнут је кенотаф на Николском гробљу Александро-Невске лавре.

## Есеји
- Писмо патријарху Тихону // ГАРФ. Ф. 831. Оп. 1. Д. 80. Л. 47-48.
- Петиције ВЦУ // РГИА. Ф. 831. Оп. 1. Д. 11. Л. 66; Д. 13. Л. 105.
- Његово Преосвештенство Аркадије, Епископ олонечки, као активиста против раскола. Петрозаводск, 1901.
- Разговори // Самарски епархијски гласник. 1902. бр. 9-10.
- Реч на скупу свештенства и учитеља // Самарски епархијски гласник. 1905. број 21.
- Интервју // Ново време. 1917. број 1478.
- Интервју // Петроградски летак. 1917. број 128.
- Извештај на ванредном црквеном сабору Петроградске епархије; Беседа // Вести Петроградске епархије. 1917. број 24/25, 34.
- О садашњем тренутку // Петроградски летак. 1917. 22. децембра. бр. 20.
- Писмо Савету народних комесара // Црквени гласник. Арр. 1918. бр.1.
- Архипастирски апел; Васкршња честитка; Васкршњи архипастирски разговор; О патријарху Тихону; Петроградском стаду // Петроградски црквено-епархијски гласник. 1918. бр. 8-10, 15, 17.
- Самоубилачко писмо // Полски М., протопр. Нови руски мученици. Парт 1-2. Џорданвил, 1949-1957 (репринт: М., 1993). Део 1. стр. 61-62.
- Последња реч на суђењу // Весник Московске Патријаршије. 1992. број 1.
- Писмо Г. Е. Зиновјеву // Везе. М.; Санкт Петербург, 1992. бр. 2. стр. 565-566.
- Примена на Смолни // Кониаев Н. Холи Мартир Вењамин, Мет. Петроградски. Санкт Петербург, 1997. С. 52.
- Апел пастви (04.10.1922) // Архив Кремља. Политбиро и Црква. 1922-1925 Боок 2. М., 1998. П. 180.
- Писмо Г. Е. Лвову // Руско свештенство и свргавање монархије 1917. (Грађа и архивска документа о историји Руске православне цркве). 2. изд., рев. и додатне / Цомп., предговор. и ком. М. А. Бабкина. М., 2008. П. 237.